# Yagate Kimi ni Naru
Yagate Kimi ni Naru (яп. やがて君になる Bloom Into You, «В конечном счёте я стану твоей») — манга авторства Нио Накатани, публикующаяся в журнале Dengeki Daioh с 2015 года. С 5 октября 2018 г. до 29 декабря 2018 г. транслировалась аниме-адаптация, с 3 до 12 мая 2019 года манга ставилась на сцене. Последний том вышел 27 октября 2019 года, последняя глава — 27 сентября 2019 года (всего в манге 45 глав).

## Сюжет
История повествует о поклоннице сёдзё-манги Ю Които. Поступив в старшую школу, она надеется найти там свою вторую половину, дабы испытать те же романтические ощущения. Однако судьба сталкивает её с молодой девушкой по имени Токо Нанами, в свою очередь являющейся президентом школьного совета. С этого момента Ю предстоит осознать, в чём истина настоящей любви.

## Персонажи

### Главные герои
Ю Които (яп. 小糸 侑 Които Ю:) — отаку. Поступает в старшую школу, дабы найти свою истинную любовь, в надежде, что она окажется такой же красочной, как и в её любимых сёдзё-мангах. Познакомившись с Токо, сразу же завязала с ней дружеские отношения и позже вступила в студсовет. Постепенно начала испытывать к Токо любовные чувства.
Сэйю: Хисако Канэмото
Токо Нанами (яп. 七海 燈子 Нанами То:ко) — президент школьного совета, самая популярная девушка в школе. Отвергала всех, кто признавался ей в своих чувствах, так как не испытывала ни к кому из них взаимности. Это продолжалось до встречи с Ю.
Сэйю: Минако Котобуки

### Второстепеные персонажи
Саяка Саэки (яп. 佐伯 沙弥香 Саэки Саяка) — лучшая подруга Нанами с первого года обучения в школе, и ей кажется, что она знает Токо лучше всех. Она ученица второго класса старшей школы и вице-президент школьного совета. Тайно влюблена в Токо, но держит это при себе, не желая ставить под угрозу их существующие отношения. Решила просто поддерживать подругу изо всех сил.
Сэйю: Ай Каяно
Сэйдзи Маки (яп. 槙 聖司 Маки Сэйдзи) — первоклассник, член школьного совета. Он вырос в окружении двух старших и одной младшей сестры, поэтому ему легко общаться с девушками.
Сэйю: Таити Итикава
Сугуру Додзима (яп. 堂島 卓 Додзима Сугуру) — первоклассник, член школьного совета.
Сэйю: Сё Ногами
Коёми Коно (яп. 叶 こよみ Коно: Коёми) — одноклассница и подруга Ю из средней школы. Она хочет стать писателем.
Сэйю: Кономи Кохара
Акари Хюга (яп. 日向 朱里 Хю:га Акари) — одноклассница и подруга Ю из средней школы. Ходит в школьную баскетбольную секцию.
Сэйю: Юка Тэрасаки
Рико Хакодзаки (яп. 箱崎 理子 Хакодзаки Рика) — учитель литературы и куратор школьного совета.
Сэйю: Маи Накахара
Мияко Кодама (яп. 児玉 都 Кодама Мияко) — менеджер кафе, которое часто посещают члены школьного совета. У нее отношения с Рико, с которой они вместе живут.
Сэйю: Нанако Мори
Рэй Които (яп. 小糸 怜 Които Рэй) — старшая сестра Ю, которая учится в университете. У нее есть парень Хиро, который регулярно наведывается к ним домой. Она любит печь. Догадывается, что между Ю и Токо что-то есть.
Сэйю: Микако Томацу

## Медиа

### Манга
Манга написана и проиллюстрирована Нио Накатани. Произведение начало издаваться в журнале «Dengeki Daioh» издательства ASCII Media Works с 27 апреля 2015 года. Манга лицензирована в Северной Америке Seven Seas Entertainment.
| № | Заглавие | Японское издание                        | Английское издание                      |
| - | --- | --------------------------------------- | --------------------------------------- |
| 1 | I Think I Might Be Falling in Love with You… Суки о сиранай сё:дзё га дэау, хитосудзинава дэ ва иканай... Онна но ко до:си но рэнъай (好きを知らない少女が出会う、一筋縄ではいかない──女の子同士の恋愛) | 27 октября 2015 ISBN 978-4-04-865432-6  | 3 января 2017 ISBN 978-1-626923-53-9    |
| 2 | Only Time Can Tell… Ватаси ни суки ва, отодзурэнай (わたしに好きは、訪れない) | 27 апреля 2016 ISBN 978-4-04-865875-1   | 16 мая 2017 ISBN 978-1-626924-79-6      |
| 3 | Never Say Never Коно мама дэ итай. Хонто да ё. (このままでいたい。ほんとだよ。) | 26 ноября 2016 ISBN 978-4-04-892431-3   | 19 сентября 2017 ISBN 978-1-626925-44-1 |
| 4 | Practice Makes Perfect Вагамама да. Аната мо, ватаси мо. (わがままだ。あなたも、わたしも。) | 27 июня 2017 ISBN 978-4-04-892919-6     | 20 февраля 2018 ISBN 978-1-626926-84-4  |
| 5 | Going Out! Коко дэ ва най басё э (ここではない場所へ) | 27 января 2018 ISBN 978-4-04-893541-8   | 26 июня 2018 ISBN 978-1-626928-02-2     |
| 6 | The Curtains Rise... Сэмпай ва мо:, дайдзё:бу да нэ. (先輩はもう、大丈夫だね。) | 27 сентября 2018 ISBN 978-4-04-912047-9 | 26 марта 2019 ISBN 978-1-626929-41-8    |
| 7 | A Change of Heart Гакко: ни нокору Ю: ва, суки га вакарадзу ни... (学校に残る侑は、好きがわからずに……。)                                                                                                | 26 апреля 2019 ISBN 978-4-04-912493-4   | 7 апреля 2020 ISBN 978-1-642750-20-1    |
| 8 | Love in Full Bloom Суки о сиранай сё:дзё-тати но кой моногатари, сайсю: маки. (好きを知らない少女たちの恋物語、最終巻。)                                                                                | 27 ноября 2019 ISBN 978-4-04-912869-7   | 18 августа 2020 ISBN 978-1-64275-746-0  |

### Аниме
13-серийная адаптация в формате аниме-сериала была объявлена в июньском номере журнала «Dengeki Daioh» от 27 апреля 2018 года. Сериал режиссировал Макото Като, сценарий был написан Дзюкки Ханадой, дизайном персонажей занимался Хироаки Года. Митиру Осима сочинил музыку. Сериал транслировался в Японии с 5 октября по 28 декабря 2018 года. Лицензию в США и Канаде купил Sentai Filmworks, а трансляция сериала во всём мире состоялась на сервисе Hidive как в субтитрах, так и в английском дубляже.

#### Список серий
| Список серий | Список серий | Список серий         |
| № серии      | Название | Дата выхода          |
| ------------ | --- | -------------------- |
| 1            | Я не могу достичь звезды «Ватаси ва хоси ни тодоканай» (わたしは星に届かない)                                                                                  | 5 октября 2018 года  |
| 2            | Разогрев / Заявка на первую любовь «Хацунэцу / Хацукой синсэй» (発熱／初恋申請)                                                                                | 12 октября 2018 года |
| 3            | Всё ближе к воздуху / Единственная, кто мне нравится «Мада тайкикэн / Ватаси о суки на хито» (まだ大気圏／わたしを好きな人)                                    | 19 октября 2018 года |
| 4            | Расстояние любови и поцелуя / Не одна из них «Суки то кису но кёри / Якуся дзя най» (好きとキスの距離／役者じゃない)                                           | 27 октября 2018 года |
| 5            | Проблема выбора «Сэнтаку мондай / Дзоку сэнтаку мондай» (選択問題／続・選択問題)                                                                               | 3 ноября 2018 года   |
| 6            | Слова, удерживаемые репрессированными / Слова, используемые для репрессии «Котоба ва тодзикомэтэ / Котоба дэ тодзикомэтэ» (言葉は閉じ込めて／言葉で閉じ込めて) | 10 ноября 2018 года  |
| 7            | Изобилие тайн / Искры «Химицу но такусан / Танэби» (秘密のたくさん／種火)                                                                                      | 17 ноября 2018 года  |
| 8            | Перекрёсток / Из-за дождя «Ко:тэн / Фурикомэру» (交点／降り籠める)                                                                                             | 24 ноября 2018 года  |
| 9            | По сигналу / Неуслышанный сигнал к старту «Ити ни цуйтэ / Го:хо: ва кикоэнай» (位置について／号砲は聞こえない)                                                 | 1 декабря 2018 года  |
| 10           | Неполная я/Дневная звезда / Мираж «Ватаси миман / Хиру но хоси / Нигэмидзу» (私未満／昼の星／逃げ水)                                                           | 8 декабря 2018 года  |
| 11           | Центроид треугольника / Освещённый взрыватель «Санкаккэй но дзю:син / До:ка» (三角形の重心／導火)                                                              | 15 декабря 2018 года |
| 12           | Внезапно задыхаясь «Ки га цукэба ики мо дэкинай» (気が付けば息も出来ない)                                                                                      | 22 декабря 2018 года |
| 13           | До Последней Остановки / Маяк «Сю:тяку эки мадэ / То:дай» (終着駅まで／灯台)                                                                                   | 29 декабря 2018 года |